# Elugelab

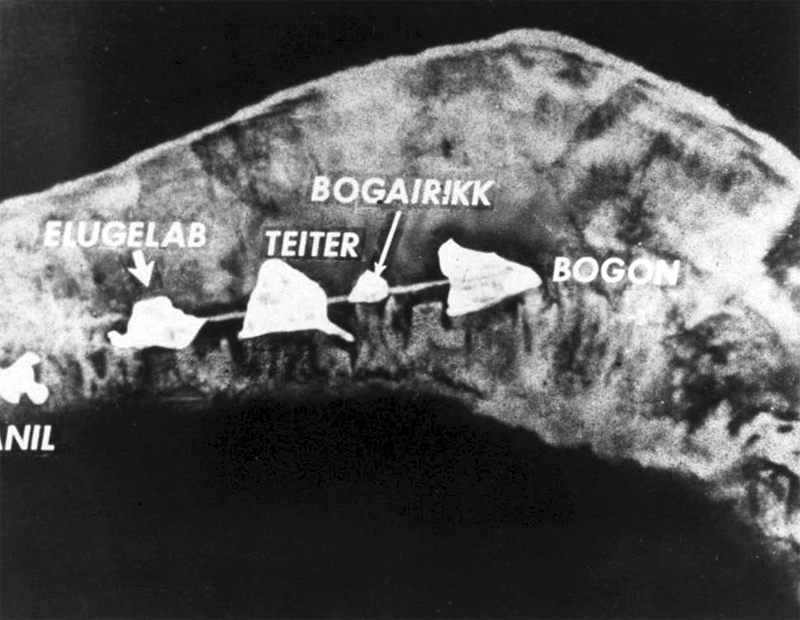
Atol Eniwetok przed wybuchem ładunku Ivy Mike

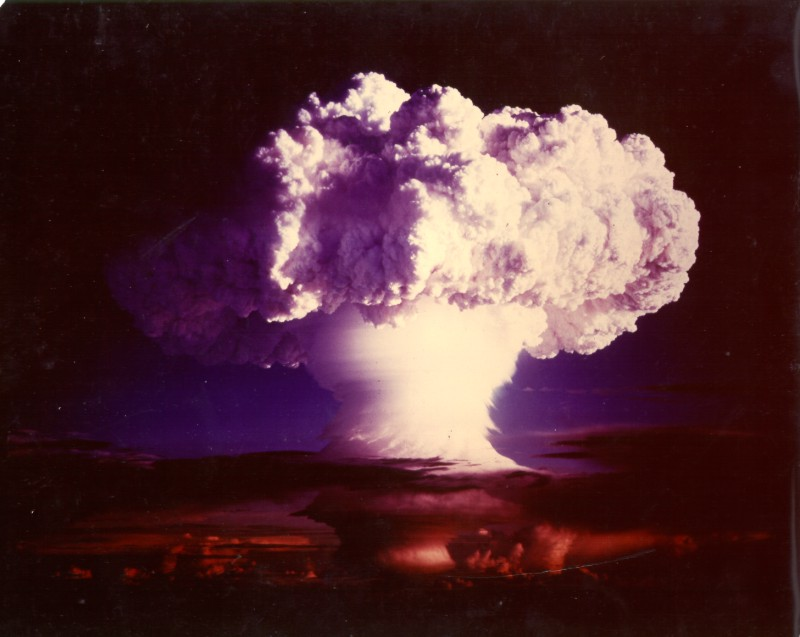
Grzyb atomowy po wybuchu ładunku Ivy Mike

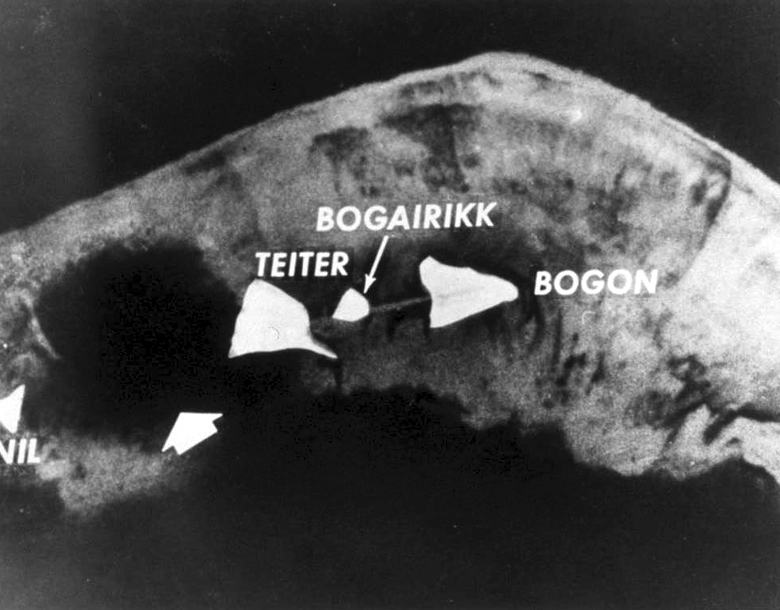
Atol Eniwetok po wybuchu ładunku Ivy Mike

Elugelab (lub Elugelap) – nieistniejąca już wysepka w atolu Eniwetok w łańcuchu Ralik Chain archipelagu Wysp Marshalla, zniszczona w wyniku pierwszego próbnego wybuchu bomby wodorowej w dniu 1 listopada 1952 roku w ramach operacji Ivy.

## Historia
1 listopada 1952 roku Stany Zjednoczone dokonały pierwszego próbnego wybuchu bomby wodorowej Ivy Mike na Elugelab, który doszczętnie zniszczył wysepkę, pozostawiając krater o średnicy 1,9 km i głębokości 49 m. Siłę wybuchu ładunku oszacowano na 10,4 megatony (500 razy więcej niż siła wybuchu bomby atomowej nad Hiroszimą). Grzyb atomowy osiągnął wysokość 43 km. Była to pierwsza detonacja w ramach operacji Ivy.